# Relevanzlogik
Als Relevanzlogiken wird eine Familie nichtklassischer Logiken bezeichnet, die mit einer restriktiveren Implikation als Standardsysteme arbeiten. Vorrangiges Ziel ist meist die Vermeidung der sog. Paradoxien der materialen Implikation. Der Grundgedanke ist immer, dass das Antezedens für das Sukzedens „relevant“ sein soll (daher der Name).
Alle Relevanzlogiken sind parakonsistent, d. h. in ihnen gilt das Ex falso quodlibet nicht, nach dem es in den meisten Standardsystemen möglich ist, aus zwei widersprüchlichen Aussagen {\displaystyle A,\neg A} oder aus einem Widerspruch {\displaystyle A\wedge \neg A} jede beliebige Aussage herzuleiten.